# 芭蕉の辻

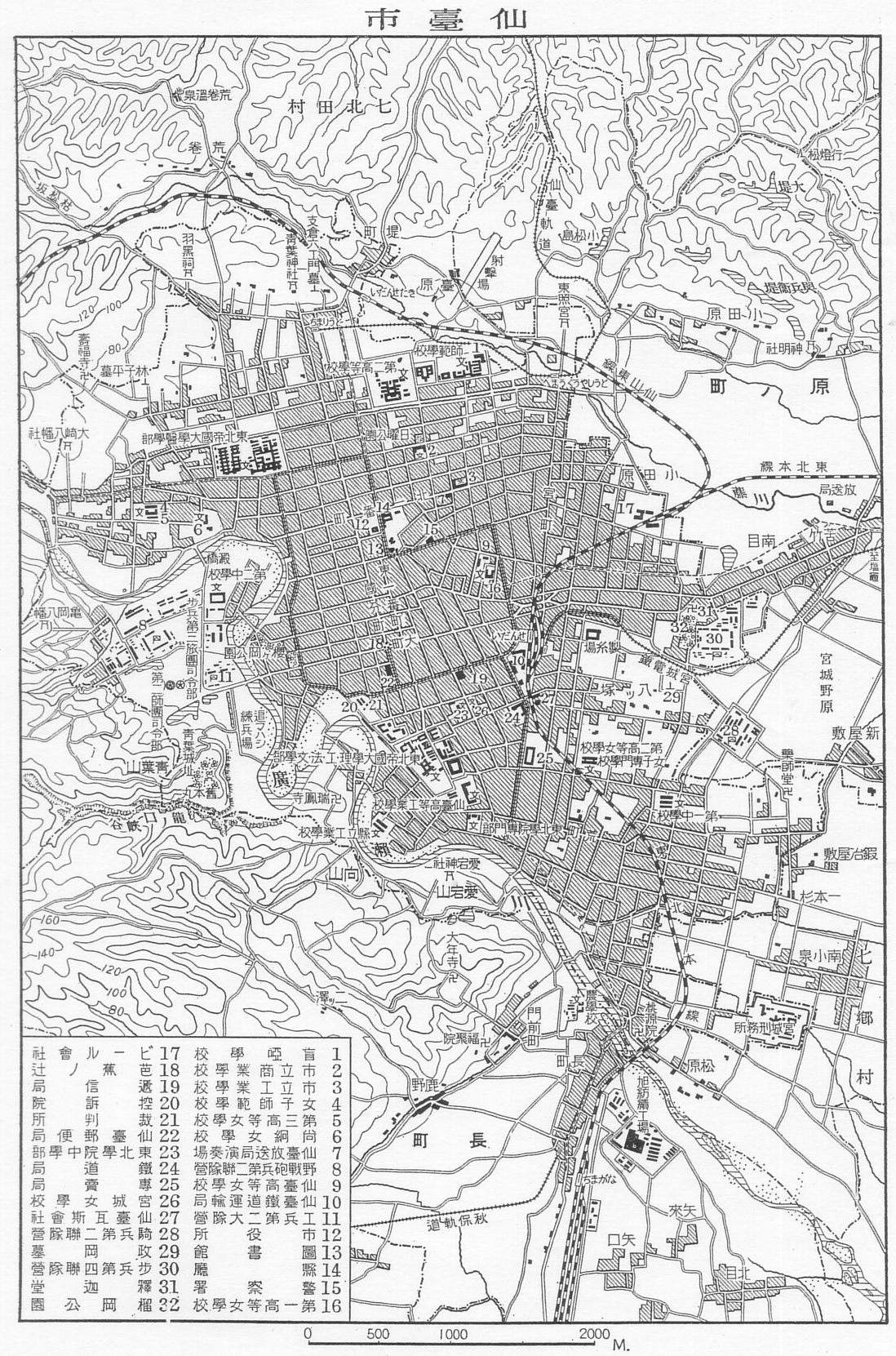
1927年（昭和2年）頃の仙台市および近郊地図。芭蕉の辻は地図中の18番。

芭蕉の辻（ばしょうのつじ）は、江戸時代に仙台城の城下町の中心であった十字路である。城の大手門から延びる大町通と奥州街道とが交差する辻で、町割の基点だった。現在の仙台市青葉区一番町および大町の境界付近に当たり（北緯38度15分36.9秒 東経140度52分14.4秒 / 北緯38.260250度 東経140.870667度）、宮城県の道路元標（里程元標）がここに設置されている。

## 歴史
仙台城の城下町は、大手門からの大手筋（大町の街路）とこれに直交する奥州街道（国分町の街路）を基準に町割がなされた。この十字路が芭蕉の辻であり、この沿道の大町、国分町の両町は城下の中心地、いわゆる目抜き通りだった。江戸時代後期の史料『仙府年中往来』によれば、芭蕉の辻を中心に歳の市が立ち、大いに賑わったという。
辻には制札が掲げられたため、当時は札の辻が正式名称であった。仙台藩の地誌『仙台鹿の子』には、キリシタンや捨馬に関する制札がここに掲げられていたことが記されている。また、この場所は重罪人の鋸挽きや立晒しの刑場としても利用された。
芭蕉の辻に面する四隅には、城郭風の高楼を備えた特徴的な家屋があった。この建物が史料に現れるのは江戸時代後期であり、その成立は18世紀末から19世紀初頭にかけてであろうと考えられている。四隅の城郭風建築には、仙台藩の関与があったと見られている。寺西元永の『陸奥日記』に、芭蕉の辻の楼閣風建築物を自力で建設できない場合には仙台藩からの援助があったと記されている。藩の史料には、1827年（文政10年）3月に火災からの再建のために芭蕉の辻住人へ材木を与えたという記録がある。また、藩の御用大工の史料として、この時のものと思われる芭蕉の辻の設計図が見つかっている。
芭蕉の辻の四隅の特徴的な建築は、明治時代になっても続いていた。明治時代の初めの時点で、北東角に砂糖と茶を扱う若松屋、南東角に履物と傘を扱う安達屋、南西角に呉服商の伊勢屋、北西角に金物商の奥田屋が入っていた。しかし、北西角の建物以外は1890年（明治23年）から1902年（明治35年）にかけて火事によって焼け落ち、最後に残っていた北西角の建物は第二次世界大戦の戦災で1945年（昭和20年）に失われた。

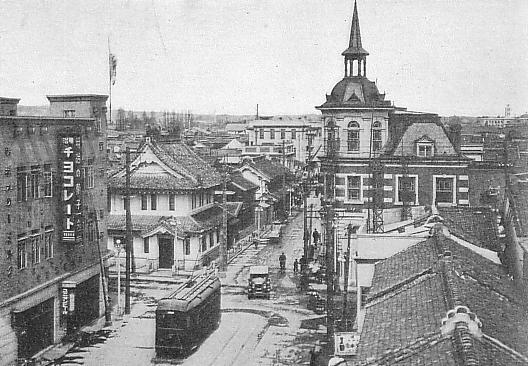
昭和初期の芭蕉の辻。写真中央左に楼閣風の建物が残る。写真右の洋風の建物は1903年（明治36年）から1929年（昭和4年）まで七十七銀行（第2代）本店として使用された。写真下には仙台市電の車両が見える。

近代以降、芭蕉の辻周辺には銀行が立地し、金融街となった。七十七銀行の本店は1903年（明治36年）から1929年（昭和4年）まで芭蕉の辻の北東角に、1929年（昭和4年）から1958年（昭和33年）まで南西角にあった（北緯38度15分35.9秒 東経140度52分13.9秒 / 北緯38.259972度 東経140.870528度）。日本銀行の仙台支店（北緯38度15分38秒 東経140度52分15.9秒 / 北緯38.26056度 東経140.871083度）は1941年（昭和16年）に北東角に開設された。この間、1928年（昭和3年）に仙台市電の芭蕉の辻線が開通したが、戦中にレールが撤去されて廃止された。

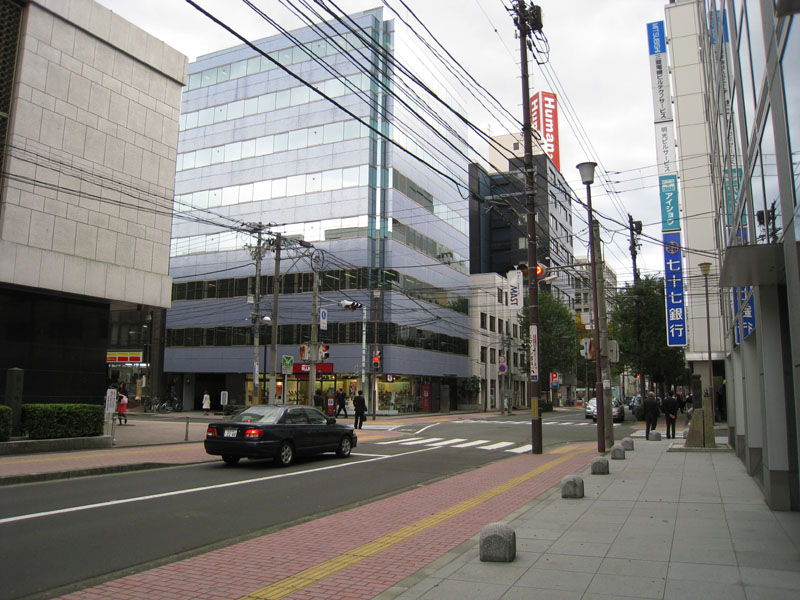
2010年の芭蕉の辻。左の白い建物が日本銀行仙台支店。

現在の芭蕉の辻は、金融街としての性格を残してはいるものの、商業的な中心からは外れている。

## 名称の由来
以下の諸説がある。
1. 伊達政宗の間諜として働き、恩賞として辻の四隅の建物を授かった芭蕉という名の虚無僧が住んでいた（『封内山海名蹟記』）。
2. 芭蕉の樹が植えてあった（『封内風土記』）。

1.の虚無僧説が有力である。芭蕉の樹説については井原西鶴の『一目玉鉾』でも記述がある。
なお、松尾芭蕉とは関係がない。

## 碑

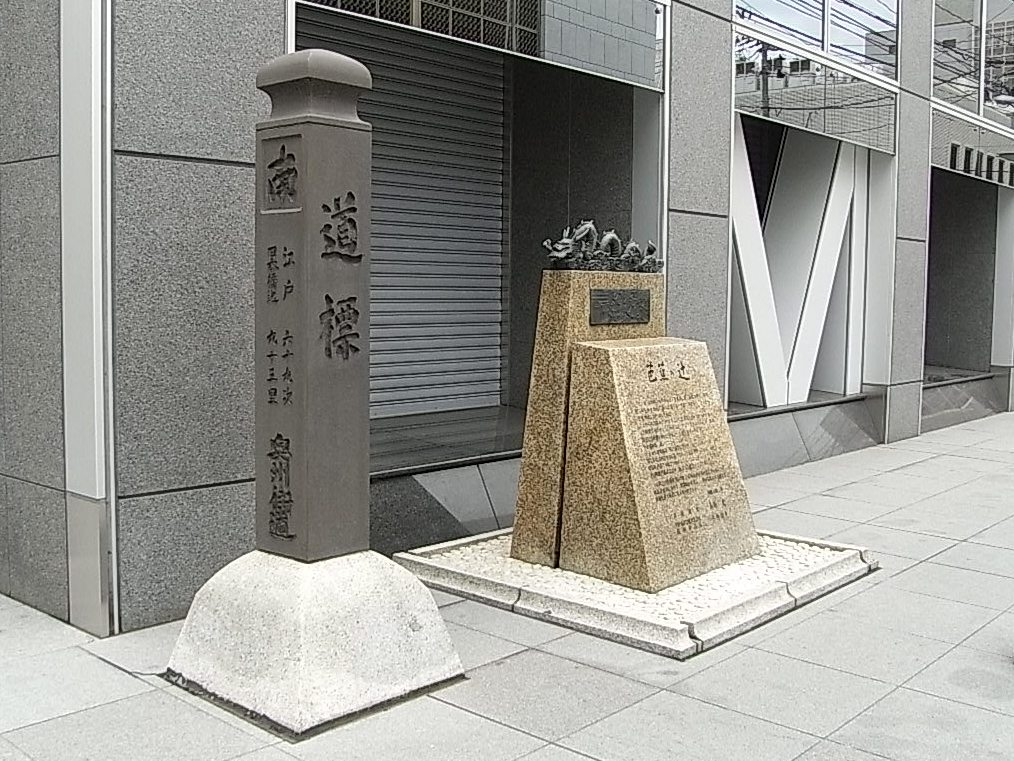
北西角の道標（2008年5月撮影）

1935年（昭和10年）に伊達政宗の没後300年を記念した藩祖伊達政宗公三百年祭が行われ、政宗が整備した城下町の基点ともいうべきこの地に「芭蕉の辻」の碑が建てられた。前の内閣総理大臣で、三百年祭の名誉総裁であった斎藤実が揮毫したものであったが、1945年（昭和20年）の仙台空襲の後、行方不明となった。その後、北西角の明治安田生命仙台ビルの前に、1970年（昭和45年）竣工の「芭蕉の辻」の碑と「江戸六十九次」「日本橋迄九十三里」と刻まれた道標が新設されている。